# 저도 (신안군)
저도(楮島)는 대한민국 전라남도 신안군 하의면에 있는 섬이다. 특정도서로 지정하여 관리되고 있다.

## 특정도서
하의도는 전형적인 파식대 및 해식애, 자갈 해안 등 지형경관이 발달하고, 멸종위기야생동물인 구렁이, 검은머리물떼새가 서식하고 있으며, 음나무, 졸참나무, 소사나무 등이 곰솔과 혼효림을 이루고 관속식물의 다양성이 높아 독도 등 도서지역의 생태계보전에 관한 특별법에 의거 특정도서로 지정되었다.
- 지정번호 : 제181호
- 면적 : 39,067m2
- 지번 : 전라남도 신안군 하의면 후광리 산 105